# 武装島田倉庫
『武装島田倉庫』（ぶそうしまだそうこ）は、椎名誠によるSF長編小説。『アド・バード』『水域』と共に椎名SF3部作に数えられる。小説新潮に掲載された連作短編を結集する形で、1990年12月に新潮社より刊行された。

## 各編のあらすじ
本書に収録されている七本の短編は、同じ世界の別々の場所・時間における一場面を切り取っている。
物語の舞台では「北政府」との壮絶な戦争から二十年近くが経過し、都市や街道は破壊され、汚染された海や森には異態進化した獰猛な生物群がうごめいている。物資狙いの盗賊団や武装勢力が跳梁する混沌とした時代にあって、陸上運送は命がけの、しかし実入りと余禄のあるハイリスクハイリターンな業界となっていた。
なお、以下の文章には固有名詞が頻出するため、各編における主人公格とタイトルに登場する名称を太字で記載する。
武装島田倉庫
同時にやってきた就職難と食糧難から逃れるため、可児才蔵は四回におよぶ厳しい試験をくぐりぬけ、欠員が出た島田倉庫の作業員見習いとして住み込みで働くことになる。普通の鋼材から穀物、さらには遺伝子操作された生物など多種多様な品物が倉庫の大扉をくぐり、一月ほどで可児も取引先の名前だけで仕事の見当がつくようになる。また政府の証書を得ていない闇の食糧を倉庫長の指示のもと抜き取るなど、別の意味でも倉庫の一員に仲間入りする。
一方で物品をもちこんでくるトレーラーの運転手などから、組織略奪団などによって陸上交通網がずたずたにされている有様が知らされる。ついには北政府が水面下で支援している武装集団「白拍子」が移動倉庫を襲撃したという話がもたらされ、倉庫長と専務は島田倉庫も武装すべきだと結論を出す。
従業員たちに銃が手配されたその週の金曜、島田倉庫は問題の白拍子から攻撃を受ける。

泥濘湾連絡船
北政府によって油泥で汚染された阿古張湾、通称“泥濘湾”の両岸を結んでいた切屑大橋が修復不可能な状態になっていることに目をつけた詰腹岬の「漬汁屋」は、定吉とともにプロペラ推進式の平底ザンバニ船で渡船業を興すことを思いつく。盲目ゆえに超能力をもつ少女アサコの助けで、油泥に隠された海中の倒壊建造物や隠れ岩、危険生物などを迂回した安全な航路を開拓し、湾の横断に成功したが、増便しようとしたところでザンバニ船を提供した名士・枕元凍三郎が別の連絡船を開業する。枕元に事実上屈服した漬汁屋は、対岸から陸路開拓に出発する。
しかし、それからまもなく枕元のザンバニ船が原因不明の転覆事故を起こし、町に新設されたばかりの法治局庁舎で調査会が行われることになる。

総崩川脱出記
巣籠河原で生活していた群族の生き残り八人は、綱島捨三の母・栄の葬儀を執り行なった次の朝、十年間暮らしていた河原から総崩川方面へ脱出する。総崩川の本流に入ってしまえば、北政府の騎馬兵士やホーヴァークラフト隊などの略奪におびえる国境地帯から離れ、最終的には阿古張湾へたどりつく安全地域へと進めるのである。
森を抜け、崖を下り、旧時代の建物で贅沢な暮らしを味わい、その間に女性二人を失いつつも一行は本流近くの湿地帯に進入する。ここにきて進退窮まり、さらに犠牲者を出しながら立ち往生した捨三たち五人の前に、大型のカヌーに乗った防水コートの男たちが現れる。

耳切団潜伏峠
潜水夫の「百舌」は、急ぎの便で助手が死んでしまった装甲貨物車の新しい助手として引きぬかれ、運転手の「鉄眼」に一通りの知識と貨物車に搭載された放水砲の操作方法を教え込まれる。廃棄されたホテルで一泊し、仲買人と接触してこの先の道路が使えないと知り迂回路を選んでとある町に入るが、そこで進行方向の峠に耳切団という有毒ガスを使う略奪団が根城を構えていると教えられる。
町を出た後で百舌は鉄眼から装甲貨物車の運転方法を教えられ、また助手に戻って迂回路を進むことになるが、問題の峠にさしかかったところで耳切団の走路妨害に遭い、鉄眼が放水砲を操作する間ステアリングは百舌に任されてしまう。

肋堰夜襲作戦
吊目温泉に近い耳鳴坂で二十歳を迎えた「灰汁」は、今となっては貴重なJ&Bスコッチ・ウイスキーを入手し、その売買処理のため西の糸巻市へと向かう。糸巻市に入って一夜明けると複数の男たちに取り囲まれ、北政府のスパイ扱いを受けるも、疑いはすぐ晴れて灰汁も彼らの仲間入りをすることになった。
男たちのリーダー格である「ジーゼル」は阿古張湾のさらに向こうから渡ってきた男で、昔は糸巻市に住んでいたが、戦時中に北政府の攻撃から逃れていたのだった。その恨みを忘れていないジーゼルは、前から練っていた計画を灰汁に語りだす。糸巻市から西の山脈を越えた場所にある肋堰を爆破、下流に駐屯している北政府軍の部隊を壊滅させようというのだ。

魚乱魚齒 白浜騒動
北政府が山岳地帯の攻略に使ったまま残していった九足歩行機の操縦技術を買われ、枕元凍三郎の紹介で白浜海岸にやってきた汗馬七造は、突然始まった不漁で今の白浜海岸に自分の仕事がないことを知る。それでも放置されていた歩行機の試運転に成功したことで、浜の抱き込み漁師たちは一気に活気づく。
翌日になって七造は歩行機を操縦し、海底に沈んでいた沈船の甲板を引きあげて潜り方の突入を助けたことで、漁師たちは継続的に発掘できる格好の“漁場”を手に入れたと喜ぶ。しかしさらに翌日、全長十五メートルにも達する巨大な魚乱魚齒が出現し、海上は大混乱に陥る。

開帆島田倉庫
乗っていた装甲貨物車が使い物にならなくなり、運転助手だったので書類に残された以上の予定もわからない「百舌」は、最後の配送先だった島田倉庫にそのまま再就職する。同じころ、島田倉庫ではやってくるトラックの運転手から「近いうちに島田倉庫のある灰坊市一帯が攻撃される」という情報を手に入れており、百舌と彼の教育係に指名されていた可児が市街へ偵察に出るよう命じられる。
廃墟のような住宅街と雑然とした市街を抜け、二人は中心部のデパートに入るが、そこで二人は肋堰が襲撃され北政府軍の第十七師団が壊滅的な被害を受けたこと、それに対する報復として北政府が攻勢に出るらしいことを聞かされる。倉庫に戻った彼らの情報は、間もなく始まった北政府の濃脂豪雨によって裏付けられることになった。
雨が降り続けて五日目、油の洪水に倉庫が浸され食料も底をついたころ、倉庫長は決断を下す。

## 主要登場人物

### 武装島田倉庫
可児 才蔵（かに さいぞう）
島田倉庫の新人作業員。面接を含めて四回の試験に合格し、職を勝ち取る。従業員として最初に運んだのがガス交換装置付の移動水槽五つだったため予想を超えた重労働に呆然とするが、その後は一人前の即戦力として十分な役割を果たす。また闇食糧限定の「荷抜き」など余禄が多いことを知らされて素直に有難がるなど、良くも悪くもこの時代の人間である。
後に百舌が飛びこみで作業員になると彼に仕事の手順その他を教える役割を振られるが、百舌の方で自分からそうしたことを覚えてゆくと判断し、特に教授はせず見守る。しかし灰坊市街に出た時は身を呈して彼を守り、また金の立て替えを申し出るなど、兄貴分としての意識を見せる。
島田倉庫の現場作業員は全員が本名以外の通称で呼ばれているため、可児も最初はなにか渾名で呼ばれるのだろうと思っていたが、彼は本名で呼ばれつづけている。

倉庫長（そうこちょう）
倉庫作業員のリーダー。本名は正宗というが、普段は倉庫長と呼ばれる。大柄な体に三角の鼻あてに汚れたシャツ、黒い革の前掛けが特徴。
鼻あてをつけているのは戦後の混乱期に密造酒を飲んで鼻が腐れ落ちてしまったためで、風呂上りにその鼻をさらして故郷の民謡のようなものを歌う。それが彼の安らぎだと周りも知っているので、誰も特に口を挟まないでいる。

鉄（てつ）、石（いし）
倉庫の二階に定位置をもつ二人のベテラン。
鉄は赤毛の痩せ形で、腕や肩の引き締まった筋肉が特徴。石は近隣の業者などからよく噂を聞いてくるらしい。

猫（ねこ）
倉庫の大扉脇に定位置をもち、大扉の開閉を担当する倉庫要員。黒いシャツを着た小柄な男で、葱臭い息を吐く。
午後九時に大扉の電動閂を閉じると、「よみづれうた」という経のようなものを練習して寝る習慣がある。

づる
坊主頭の倉庫要員。「ニチャつく声」で話す。
昼食時に可児の汁椀を取ったことをきっかけに、作業の合間に可児へ仕事の流れを説明する役を引きうけることになる。白拍子が倉庫を襲撃した際、死亡する。

アーム
倉庫最上部の横棚に定位置をもつ倉庫要員。バンダナでとめている縮れた髪と、発達した腕の筋肉が特徴。
定位置の横棚には梯子も届かず上からロープが垂れ下がっているだけで、そのロープを伝って棚まで行ける者はアームしかいない。島田倉庫が武装してからは作業を離れ、倉庫の屋根に出て周囲の見張り役となる。

ツーさん
可児が採用される前に働いていた倉庫員。トラックに渡したはしけ板を荷物を持って渡っていたところ、突然板が割れ、２ｍくらいの高さから落ちて死亡してしまう。彼の使っていた汁椀は可児が使うことになる。

米村（よねむら）
開衿シャツを第一ボタンまで留めて着ている若い事務要員。庶務・経理担当で、可児たちの入社試験でも事務一切をとりしきっていた。「下ぶくれ」と表現される。
倉庫から渡り廊下を通った先の事務所に詰めている。

専務（せんむ）
島田倉庫を管理している。可児はほとんど倉庫で寝起きしているので、事務所にいる彼のことは詳しく知らない。
異常に女癖が悪いらしい。

### 泥濘湾連絡船
定吉（さだきち）
詰腹岬の住人。漬汁屋とともに渡船を興し、枕元凍三郎の手下にザンバニ船のエンジンと舵の操作方法を習ったことで、事実上の操縦士に決まってしまう。
枕元が自分で渡船業を始めてからは漬汁屋に運行を任されるが、枕元の連絡船の転覆事故調査に対する回答がぞんざいだったせいで運航停止を命じられ、その通告書を海に捨てたことで法治局庁舎に出頭を喰らうことになる。再度許可が下りるまでやることもなく過ごしていたが、二度目の事故のおかげで枕元の連絡船から戻ってきた昔の客を相手に渡船の運営を再開する。

漬汁屋（つけじるや）
肥った男。切屑大橋の柱下に漬汁飯の屋台を持っていたが廃業し、新たに『阿古張湾連絡船』を立ち上げる。
枕元からザンバニ船を買って独自の航路を開拓し、詰腹岬の町を栄えさせる原因を作ったが、枕元自身が渡船業に乗り出してきたことで農作物の買い取りなどに手を広げて失敗し、最終的に渡船を定吉とアサコに任せ、自分は対岸の吊目温泉から西へ伸びる旧自動車ルートの旅に出る。その後の消息は不明。

アサコ
「浅沼ドクタラシ」という生物に噛まれて失明したが、その代わりに波動脳感知という能力を得た少女。色が白く、「天織乙女のように美しい貌」と表現される。
阿古張湾連絡船の航路開拓は、彼女の能力を借りて海中の危険要素を回避したことで達成された。その後も船首で危険生物を感知する役となり、生まれ育った山岳地帯の民衆歌を歌って乗客の人気を呼ぶ。
連絡船再開の日の午後、定吉と結婚する。

枕元 凍三郎（まくらもと とうざぶろう）
詰腹岬の屋敷持ち。漬汁屋に渡し船を勧めた張本人でもある。
その後、客の増加にともなって漬汁屋が新たにザンバニ船の購入を願い出た時はけんもほろろに追い返し、自ら『枕元安全連絡船』を開業、手下を動員して大々的に渡船を始める。しかし二ヶ月後、所属する船がたてつづけに転覆事故を起こしてしまう。
白浜海岸の漁師によると、別に『枕元海運』という企業を持っているらしい。詳細は不明。

サカイダ進
枕元の手下で、定吉とも顔なじみの二十歳になったばかりの若者。2回目の事故の時に船の操舵を担当していたが、プロペラに首をはねられ死亡する。

抓皮伊舟（つねりかわ　いしゅう）
法治局の役人。見るものが思わずたじろぐ程の真四角な顔をしている四十年配の男。枕元の船の事故の調査にやってきた。枕元の船の2回目の事故の時に船に乗り合わせ、全身油泥まみれの上、失神状態で救助された。水運課長に事故の調査を命じる。

ゴーグルの男（—おとこ）
阿古張湾連絡船第一便の客。革の耳あてがついたゴーグルをつけている。「剣つきカマキリのように」手足が妙に長い。
船を海中から拘束したからみ藻を引きはがすやり方を定吉に教える。枕元の事故後、吊目温泉からの帰り船に現れるが、漬汁屋の消息を聞かれて首を振る。

### 総崩川脱出記
綱島 捨三（つなしま すてぞう）
巣籠河原の群族最年少の少年。脱出の時点で十一歳。
脱出前日に母の葬儀を行うが、死別の悲しみよりも新しい土地への旅を楽しみにする気持ちが大きい。口舌が原の湿地帯で肉食植物の「壺口」に顔面を一撃され、鼻を半分噛みちぎられる。その後、移動集落に迎え入れられて鼻あてをもらい、集落の一員として九年間を過ごすが、二十歳になって群族の目標通り総崩川を下ることを決意する。

相原 策道（あいはら さくどう）
巣籠河原の群族長。妻のキクエ、最長老のヒシワのおんばあ、祭式助役の橋詰（はしづめ）の爺さん、大男の反町（そりまち）、作並衆（さくなみしゅう）の二人そして捨三を率いて、総崩川本流への脱出行を率いる。
複数の犠牲者を出しつつ口舌が原まで到達するが、そこでサキシマに捕捉され、北政府のスパイ嫌疑をかけられる。疑いが晴れたのちは移動集落に定住し、そこで倒れ体力を回復しないまま永眠する。群族長の名は捨三に譲られた。

サキシマ
口舌が原の湿地帯に住む移動集落の有力者。カヌーに乗り、茶色の防水コートを着て群族の目の前に現れる。
群族を発見した当初は北政府の回し者と疑うが、作並衆がミツユビという特殊な体であることが判明し、嫌疑を撤回する。後に策道の死を看取り、捨三を見送る。

### 耳切団潜伏峠
百舌（もず）
北の国境に近い泥濘化した海で潜水夫を生業にしていた十八歳の若者。本名は自分でも知らない。えらの張った顔と上腕の筋肉が特徴。
年齢相応に好奇心旺盛で明るい性格。潜りの仕事には飽き飽きしており、どこか外に出て働きたいと思っていたところ、急ぎの仕事だという鉄眼に運転助手として雇われ、装甲貨物車に乗り組む。
主要道路が使えないせいで通ることになった峠で耳切団の襲撃を受け、最終的には独りで装甲貨物車を飛ばしてゆくことになる。書類に書いてあった配送先の島田倉庫で雇い直された。
戦後生まれらしく、さびれてしまった灰坊市街を見ても歓声を上げるが、街の負の側面には不安も見せる。

鉄眼（てつめ）
鉄眼というのは百舌がつけた渾名で、本名はシバザキシゲジロウという。装甲貨物車の運転手。
ベテランドライバーらしく、貨物車の扱いや寝場所の確保などにも手慣れた様子で、あちこちに行ったことがある様子を見せる。腭草の実をかむ癖がある。耳切団との戦闘で死亡。

### 肋堰夜襲作戦
灰汁（あく）
耳鳴坂商店街に棲みついている二十歳の青年。
かつて糸巻市に住んでいたが、北政府の攻撃に伴って東へ疎開してきた（この時に父を亡くしている）。先頃一ダースのJ＆Bを発見し、この宝物をいかにして金品に替えるかを考え、まず人と会うことにして糸巻市にやってきた。
ジーゼルたちに捕まった後は彼らと行動を共にするが、その結果として肋堰夜襲作戦に参加することになる。

ジーゼル
糸巻市にひそむ残党の一グループを率いる肥った男。
灰汁と同様に彼もかつての糸巻市民で、北政府の攻撃に伴って東へ租界している（この時に妻を亡くした）。詰腹岬で準備期間を置いたのち西へ戻り、夜襲の計画を練ってきた。
作戦の最終段階で堰に爆破要員が残る必要が生じ、死を承知の上で残留を志願する。

カマキリ
夜襲作戦の総指揮官。革の耳あてのついたゴーグルをつけた手足の細長い男。
肋堰の導水壁に指向性爆弾を埋めこみ決壊させる寸前で起爆ケーブルの長さが事故により不足したため、ジーゼルに後を頼む。

### 魚乱魚齒白浜騒動
汗馬 七造（かんば しちぞう）
二十歳になったばかりの青年。漁どころか釣りの経験すらないが、北政府の七足歩行機を操縦できるため、システムの似た九足歩行機がある白浜海岸に派遣される。
不漁で本来の網を引く仕事はなくなってしまったが、海底に沈んだ荒らされていない船の甲板をこじ開けるための助っ人として期待され、実際にその通りの仕事をすることになった。しかし翌日、突如現れた巨大な魚乱魚齒に唯一立ち向かえる戦力となってしまう。

垣巣（かきす）
白浜海岸の抱き込み漁師の長。
当初は七造に冷たい態度を取るが、すぐに九足歩行機の試運転を頼むなど、彼の必要性は理解している。

石文字（いしもんじ）
漁に使われる櫓つきザンバニ船の船長。頭の後ろで束ねた長い髪と、度の強い黒縁眼鏡が特徴。
学識があり、はっきりした声でてきぱきと発言する。ザンバニ船の上から潜水漁師たちと九足歩行機にエアーを送り、海上で漁師たちに指示を出す立場にある。

### 開帆島田倉庫
百舌
元運転助手、島田倉庫の新人作業員。上記「耳切団潜伏峠」参照
可児、倉庫長、鉄、石、猫、アーム、米村
島田倉庫の従業員たち。上記「武装島田倉庫」参照

## 地名
灰坊市（はいぼうし）
島田倉庫のある街。袖無湾（そでなしわん）に面し、目弱岬（めよわりみさき）の付け根に位置する。
中心部は若者にとっては立派な都会だが、戦前に比べると見る影もないほど衰退し、郊外の住宅街も荒れ果てている。元は鉄道が通っていたが線路が破壊され、現在は運行していない。かつてのバスロータリーには新興宗教の櫓が立ち、駅前広場にはがれきが散らばり、ビル街には臓器売買の仲買人や得体のしれない売人がうろつく、一種の世紀末的な雰囲気を漂わせる街である。
島田倉庫の近くには、広い河原をもつ手曲川（てまがりがわ）が流れている。

阿古張湾（あこはりわん）
海峡ともいわれる大きな湾。北政府の濃脂豪雨攻撃でたまった油泥で全体が汚染され、湾内には巨大生物や肉食藻類がうごめいている。この湾を境にして、東の大陸本土と西の半島に国土が分断されている。
東岸に詰腹岬（つめばらみさき）があり、西岸には吊目温泉（つりめおんせん）という寂れた温泉街がある。詰腹岬と吊目温泉の間を、湾にまたがって切屑大橋（きりくずおおはし）がつないでいたが、途中で橋桁が落下しており今は通行できない。
阿古張湾連絡船と枕元安全連絡船が同じ航路をなぞって営業しており、法治局はこの点を問題視していたが、うやむやのうちに事故調査は縮小されそのままになっている。

総崩川（みなくずれがわ）
阿古張湾に注ぐ大河。流れが激しく、さらに蛇行を繰り返しているため流路の周りから土を削りとりながら下流に進み、湾に注ぐころには泥の河状態になっている。油泥と並んで、阿古張湾を泥濘化させている一因でもある。
頭返（つむがえし）の渓谷に源流のひとつを持ち、口舌が原（こうぜつがはら）の湿地帯で川の本流に流れこむ。流域の山や湿地は異態進化した動植物の巣窟であり、子供はおろか大人でも一人で入ってはいけない危険地帯と化している。

巣籠河原（すごもりがわら）
捨三や策道たち群族の生き残りが十年間暮らしていた砂利だらけの河原。国境近くで、北政府の兵士たちがいつ襲ってくるかわからない地域にある。一山越えたところに頭返の渓谷があり、こちらの方が距離的には国境により近いが、巣籠河原から総崩川本流に出るには頭返を経由した方が早い。

糸巻市（いとまきし）
阿古張湾から二十キロほど西にある大きな町。規模が大きい割には建物などが破壊されずそのまま残っているが、住民は逃げ出したか北政府の包囲軍に拉致されたかでいったん消滅し、今の住人は運よく戻ってこれた人々と新しく棲みついた人々にわけられる。住人たちは泥の中などから戦前の品物を探し出して生計を立てている。
糸巻市から十五キロほど東に戻ると耳鳴坂（みみなりざか）の商店街があり、さらに七キロほど東進すると阿古張湾西岸の吊目温泉に達するが、どちらも切屑大橋の崩落とともに本国からの交通が途絶え、今では半ば無人化している。

肋堰（あばらダム）
国境近辺にある、高さ八十メートルの大規模ダム。糸巻市の西方、防古山脈（ぼうこさんみゃく）の西端を流れるアギト川をせき止めて、巨大な人造湖をかたちづくっている。下流には北政府が占領している都市が二つ存在する。
ジーゼルら決死隊によって導水壁を爆破され、一気に決壊する。

白浜海岸（しらはまかいがん）
肘抜（ひじぬき）にある、白い玉砂利で埋め尽くされたなだらかな傾斜の美しい海岸。しかし季節の変わり目などに魚乱魚齒などが浜に上がってきて暴れるので、人が暮らすには向いていない。このため、漁師たちは風蝕屏風岩の崖の中腹に穴を掘り、その中に住んでいる。

## 組織
島田倉庫（しまだそうこ）
灰坊市犬罰にある小口の雑種倉庫。
基本的には大口の荷物が運びこまれ、それが近隣の業者にこまかく引き取られてゆく形の売買が多いが、大量の品物が別の買い付けトラックに積み込まれるまでの一時集積所として扱われることもある。後に道路網の封鎖や入荷品目の集束で多様な荷がさばけなくなり、島田倉庫みずから小口の品買いや独自製品（耐水ロープ）の販売に打って出るようになるが、そのような方針転換が行われた直後に北政府の攻撃を受けて倉庫としての機能を喪失してしまう。

北政府（きたせいふ）
十九年前に終結した戦争の、主人公たちの側ではないもう一方の当事者。
戦争中は町をまるごと消し飛ばすような兵器を使用し、非戦闘員を大量に巻きこんだ作戦を展開、終戦後も国境を越えて小部隊が人狩りや略奪を繰り返すなど、人道を無視した行動が多い。またホーヴァークラフトと騎馬兵士を同時に配備するといった例のように、科学技術のレベルにアンバランスな面がみられる。

白拍子（しらびょうし）
物資を載せたトラックや移動倉庫を襲撃する、武装した白装束の男たち。
北政府が武器や地図を渡し、地下から扇動しているとされる。少なくとも火器は島田倉庫のそれよりも質が高く、半月型の弾倉を持った自動装填銃を所持している。

阿古張湾連絡船（あこはりわんれんらくせん）
漬汁屋が立ち上げた渡船。独自に阿古張湾横断航路を開拓し、九人乗りの小型ザンバニ船で一日一往復を基本運行とする。
後発の枕元安全連絡船に大きく後れを取るが、二度の転覆事故以降は帰って来た客などでにぎわいを取り戻し、ほどほどの商売を続ける。

枕元安全連絡船（まくらもとあんぜんれんらくせん）
枕元凍三郎が新しく興した渡船。阿古張湾連絡船の航路をそのまま模倣して渡船の乗っ取りをはかる。
多くの手下を動員して二隻の小型ザンバニ船、後に十七人乗りの大型ザンバニ船を購入して一日四往復の攻勢をかけるが、続けて二度の転覆事故を起こしたことで一部の客を失う。

法治局（ほうちきょく）
政府の出先機関。地方統合管理局に属する。その名の通り、司法・治安に関する活動を行う。書類一枚で渡船の営業を無期停止するなど、社会の統制に関して強い権限を持っている。
一般には、二十人以上の集会や保護観察の必要があるとやってくる知り玉（しりだま）という自律型の浮遊監視アンテナで知られる。

耳切団（みみきりだん）
地摺り山道（じずりさんどう）の峠に蟠踞する略奪団。切り落とした耳たぶが団員の目印。
黄色い噴射炎を伴って発射する有毒ガスが特徴で、このガスを吸うと手足が丸まって硬直してしまう。治療法はない。

第十七師団（だいじゅうななしだん）
アギト川中流域、肋堰付近の河原に主力部隊を駐屯させている北政府軍の師団。かつて糸巻市を攻撃し、住民の大量虐殺を引き起こした。
肋堰爆破による洪水に呑みこまれ、戦闘部隊が全滅する。このことが北政府による再攻撃のきっかけとなった。

蹴出屋別館（けだしやべっかん）
灰坊市中心部、旧駅前通りにあるデパート。市内随一の広さを誇るが、すでに入居している店舗は数えるほどしか存在しない。
一階では奥の穀物店、二階には古着や再生服を売る衣料品店や修理屋が出店している。可児と百舌はここで肋堰攻撃と戦争再開の噂を聞いた。

## その他用語
魚乱魚齒（かみつきうお）
異態進化した水棲生物のひとつ。油で泥濘化した海域の下層を棲み処とするが、淡水域にも生息している。「ガシ」と呼ばれる幼魚でも一メートル半、成長するとなかには十メートルを超えるものもある。
その名の由来となった巨大な口と歯、異常に発達した胸鰭と背中の剣鰭が特徴。地上に上がってきて暴れ回る凶暴な個体も多い。

ザンバニ船（—せん）
多くは四角い船体をもつ平底船。ホーヴァークラフトのように船尾に備え付けたプロペラによる推進機構をもつ。
大波が起きない限りまず転覆することはなく、泥濘化した阿古張湾で大波が発生する心配はほとんどないが、万が一そういった波が起きた場合、泥の塊と化した波によって簡単に船体がバラバラになってしまう欠点がある。この点で、転覆したが船体は無事だった枕元安全連絡船の事故は不可解である。

作並衆（さくなみしゅう）
巣籠河原の群族に、策道たちの父の代からいる二人の男。力持ちで耐久力も人より優れるが、難しい会話になると混乱してしまい、みずからも単純な言葉の組み合わせでしか話すことができない。
実はミツユビという、過去に造られた戦闘用の人型加工生体。厳密には人間とは呼べないらしい。
これらの特長は、椎名SFに多く登場するキャラクターである再生戦闘員「ツガネ」に似ている。（ただしツガネは人間の言葉を喋られない。）

装甲貨物車（そうこうかもつしゃ）
十六輪の大型装甲トレーラー。エンジン室が前方に突きだし、その上の三階建て程度の高さに運転席がある。
通常のトラックよりも装甲と荷台の防御がしっかりしているため、荷物を運ぶにあたって大きなアドバンテージがあるが、その分だけ組織略奪団に狙われやすいというデメリットもある。

フーゼル油（—ゆ）
アルコール発酵の副産物として生成される油状の物質。詳細は当該項目参照。
劇中では希少化した天然ガスや石油生成物の代わりに燃料として広く使用されているが、その評価は芳しくない。

ブラム鋼弾（—こうだん）
非常に強力な大型指向性爆弾。「一方向に対する破壊力では最高のもの」とされる。
灰汁たちはこの鋼弾を三基、肋堰の導水壁に押し込んで爆破した。

九足歩行機（きゅうそくほこうき）
四対の歩脚と正面に位置する作業用マニピュレーターの合計九本足をもつ、北政府が山岳攻略に使用した歩行機械。頭から尻まで約十メートル、歩脚を伸ばすと高さ約十五メートル。
白浜海岸の漁師たちには“カニムカデ”と呼ばれているが、どちらかと言えば高脚蜘蛛に似ている。操縦席の気密を保ったまま潜水し、海中でマニピュレーターを操ることができる。

アブラ雲（—ぐも）
別名“濃脂雲塊（のうしうんかい）”。北政府が使用した攻撃兵器のひとつで、大量の油を雨に混ぜて降下させ（濃脂豪雨）、降油地域のインフラを麻痺させる。戦時中に北政府はこの雲塊を阿古張湾に放ち、三ヶ月で湾内全域を死の海に変えた。
再攻撃においてもその威力は健在で、降りはじめから四日目で手曲川の堤防が決壊し洪水が発生、島田倉庫の近辺にあった家屋も樹木もすべて押し流されてしまう。

## コミカライズ
『ビッグコミックスペリオール』（小学館）2013年第7号から2014年第16号まで鈴木マサカズによる漫画版が連載された。
漫画化にあたってはリブートがかけられ、半ばオリジナルのストーリーが展開される。主要な地名や人名、キャラクターの経歴などを原作から引き継いでいるものの、一部のストーリー展開に大幅な改変が加えられ、時には椎名誠が発表した「武装島田倉庫」以外の小説からキャラクターや用語が登場している。

## 書籍情報
新潮社 (1990年)
1. ISBN 978-4-1034-5606-3

新潮文庫（1993年）
1. ISBN 978-4-1014-4811-4

新潮文庫（2013年）
1. ISBN 978-4-0940-8874-8

コミックス
1. 2013年9月30日初版発行　ISBN 978-4-0918-5422-3
2. 2013年10月30日初版発行　ISBN 978-4-0918-5580-0